# Heidrun Silhavy
Heidrun Silhavy (ur. 20 maja 1956 w Grazu) – austriacka polityk i działaczka związkowa, posłanka do Rady Narodowej, w 2008 minister ds. kobiet, mediów i polityki regionalnej.

## Życiorys
W 1974 ukończyła szkołę średnią w Grazu. W latach 1976–1981 była zatrudniona w departamencie ekonomicznym styryjskiej izby pracy. W 1981 została sekretarzem regionalnego oddziału organizacji związkowej Österreichischer Gewerkschaftsbund. Od tego czasu była etatową działaczką związkową.
Zaangażowała się w działalność polityczną w ramach Socjaldemokratycznej Partii Austrii. Pełniła różne funkcje w miejskich, krajowych i federalnych strukturach SPÖ. W latach 1995–2009 była wiceprzewodniczącą partii w Styrii, a od 2008 do 2010 wiceprzewodniczącą na szczeblu federalnym. W 1994 objęła po raz pierwszy mandat deputowanej do Rady Narodowej. Z powodzeniem ubiegała się o reelekcję w tym samym roku oraz w wyborach w 1995, 1999, 2002, 2006 i 2008, zasiadając w niższej izbie austriackiego parlamentu do 2013.
W styczniu 2007 została sekretarzem stanu w urzędzie kanclerza w gabinecie Alfreda Gusenbauera. Od lipca do grudnia 2008 w tym samym rządzie sprawowała urząd ministra ds. kobiet, mediów i polityki regionalnej, zastępując na tej funkcji Doris Bures.
Odznaczona Wielką Srebrną z Gwiazdą Odznaką Honorową za Zasługi dla Republiki Austrii.